# دائرة أميزور
دائرة أميزور إحدى دوائر ولاية بجاية الجزائرية . عاصمتها هي أميزور وتضم بلديات :
- أميزور
- بني جليل
- سمعون
- فرعون

## مواضيع ذات صلة
- دوائر ولاية بجاية
- بلديات ولاية بجاية